# Alexander Gerndt
Alexander Gerndt (Visby, 14 juli 1986) is een Zweeds voetballer die bij voorkeur centraal in de aanval speelt. Hij verruilde BSC Young Boys in augustus 2017 voor FC Lugano. Gerndt debuteerde in 2010 in het Zweeds voetbalelftal.

## Carrière

### Visby IF Gute
Gerndt speelde voor Visby IF voordat hij opgemerkt werd door talentscouts van AIK Fotboll. Daar tekende hij een contract voor drie jaar op 3 november 2006. Hij maakte vijf maal zijn opwachting in de hoofdmacht, waarna hij werd uitgeleend aan IK Sirius.

### Gefle IF
In de zomer van 2008 tekende Gerndt een contract bij Gefle IF. Hij scoorde er gedurende 2008 geen goal. In het Allsvenskan 2009-seizoen speelde hij 26 wedstrijden (waarvan veertien als basisspeler), waarin hij drie keer doel trof. Aan het begin van het seizoen 2010 scoorde hij acht keer in veertien wedstrijden, wat leidde tot interesse van sc Heerenveen en Helsingborgs IF.

### Helsingborgs IF
Op 18 juli 2010 tekende Gerndt een contract van 3,5 jaar bij Helsingborgs IF, dat dat jaar concurreerde om de landstitel met Malmö FF. Gerndt scoorde er twaalf keer in vijftien wedstrijden waarmee hij topscorer van het seizoen werd.

### FC Utrecht
Gerndt tekende op woensdag 20 juli 2011 een contract voor vier jaar bij FC Utrecht, waarmee hij in de Eredivisie ging spelen. Hij moest bij FC Utrecht Ricky van Wolfswinkel doen vergeten, die was vertrokken naar Sporting Lissabon. Gerndt was de derde Zweedse versterking voor FC Utrecht, dat die transferperiode ook Marcus Nilsson en Johan Mårtensson haalde.
Gerndt moest tijdens zijn eerste jaar bij FC Utrecht voor de Zweedse rechtbank verschijnen omdat hij z'n ex-vrouw geslagen zou hebben. Hiervoor werd hij veroordeeld tot een voorwaardelijke gevangenisstraf en een geldboete. Naast persoonlijke problemen kende Gerndt kleine blessures en moest hij wennen aan de Nederlandse speelstijl. Hij kwam dat seizoen tot zeven doelpunten. In het seizoen 2012-13 seizoen maakte Gerndt veertien keer zijn opwachting en scoorde hij zes goals voordat hij tijdens de winterstop vertrok.

### Young Boys
Op 31 januari 2013 werd Gerndt getransfereerd naar BSC Young Boys, dat circa €2.000.000,- voor hem betaalde aan FC Utrecht. Hij speelde in vier seizoenen 90 wedstrijden en maakte 24 goals.

### FC Lugano
Gerndt tekende op 2 augustus 2017 een tweejarig contract bij FC Lugano.

### Trivia
- Gerndt maakte de tsunami van 2004 ter plaatse mee, toen hij met zijn ouders en broertje in Indonesië verbleef.
- Gernd was topscorer van de Allsvenskan 2010 met twintig goals. Hij werd uitgeroepen tot 'talent van het jaar'.